# 遠藤行洋
遠藤 行洋（えんどう ゆきひろ、1962年1月23日 - ）は、日本のフリーアナウンサー、実業家、政治家。株式会社エン コーポレーション代表取締役、静岡県議会議員（3期）。

## 来歴
静岡県三島市出身。三島市立南小学校、三島市立南中学校、静岡県立韮山高等学校、青山学院大学経済学部卒業。
北海道テレビ放送勤務、エフエム富士勤務を経て帰郷し、地元局の静岡朝日テレビに入社。報道局のアナウンサーセンター長を務めた後、2000年に静岡朝日テレビを退社。エン コーポレーションを設立し、静岡市内に事務所を構える。
2010年12月12日に行われた三島市長選挙に立候補するも、元自民党県議の豊岡武士に敗れ、次点で落選。
2011年4月の統一地方選挙として実施された、静岡県議会議員選挙に三島市選挙区からみんなの党公認で立候補し、初当選を果たす。
2015年4月の統一地方選挙として実施された、静岡県議会議員選挙に三島市選挙区から民主党公認で立候補し、再選。
2019年4月の統一地方選挙として実施された、静岡県議会議員選挙に三島市選挙区から国民民主党公認で立候補したが、落選。
2019年6月、旧立憲民主党に入党し、次期衆議院議員選挙の静岡1区支部長に就任した。
2021年10月31日の第49回衆議院議員総選挙に静岡1区から立憲民主党公認で立候補。自民党現職の上川陽子、国民民主党公認の高橋美穂、日本維新の会公認の青山雅幸と戦い、次点で落選。野党票が3者に分散し、3候補の比例復活はいずれもかなわなかった。
2023年4月9日投開票の統一地方選挙として実施された、静岡県議会議員選挙に静岡市葵区選挙区から無所属で立候補し当選。

## 政策・主張

### 憲法問題
- 憲法改正について、2021年のアンケートでは「反対」と回答[4]。
- 憲法9条への自衛隊の明記に反対[5]。

### ジェンダー問題
- 選択的夫婦別姓制度の導入について、2021年のアンケートで「賛成」と回答[4]。
- 同性婚を可能とする法改正について、2021年のアンケートで「賛成」と回答[5]。
- 「LGBTなど性的少数者をめぐる理解増進法案を早期に成立させるべきか」との問題提起に対し、「賛成」と回答[4]。
- クオータ制の導入について、2021年のアンケートで「どちらかといえば賛成」と回答[5]。

## 出演

### 北海道テレビ放送在籍時
- HTBニュース
- サタディおもしろランド

### エフエム富士在籍時
- SUNSHINE BREEZE - 「Hits Japan 20」担当

### 静岡朝日テレビ在籍時
- おはようしずおか
- 朝です!しずおか
- ViVa!Jリーグ
- スポーツパラダイス
- スーパーJチャンネル
- スポーツ中継

### フリー転向後
- とびっきり!しずおか（静岡朝日テレビ） - 「遠之助 東海道珍道中」→「遠之助 珍道中」担当
- 情報ザウルス（静岡朝日テレビ）
- 静岡銀行CM
- NTT西日本CM
- アサヒ飲料CM
- J SPORTS